# Gregoras (irmão de Heráclio)
Gregoras (em grego: Γρηγορας) foi um oficial bizantino do final do século VI e começo do VII. Era irmão do exarca da África Heráclio, o Velho , tio do futuro imperador Heráclio (r. 610–641) e pai de Nicetas. Quando é citado nas fontes em 609/10, já era velho, um importante senador e patrício. Nessa época, era mestre dos soldados da África sob seu irmão e auxiliou-o em sua rebelião contra o usurpador Focas (r. 602–610).